# Мордовское (озеро)
Мордо́вское — озеро в Теньгушевском районе Мордовии. Расположено в пойме Мокши, примерно в 500 метрах от села Веденяпино.
Площадь озера — около 13 гектаров. С севера и северо-востока берега озера занимают пойменные луга, восточный берег болотистый, здесь в озеро впадает река Ужовка. На южном берегу располагаются сельскохозяйственные угодья, с юго-запада и северо-запада — пойменные дубравы.
Озеро Мордовское является местом обитания нескольких редких видов растений и животных, в 1983 году постановлением Совета Министров Мордовской АССР оно объявлено водным памятником природы местного значения.